# Antônio de Queiroz Galvão
Antônio de Queiroz Galvão (Timbaúba, 4 de maio de 1923 — Recife, 19 de janeiro de 2020) foi um empresário proprietário do Grupo Queiroz Galvão e engenheiro brasileiro, formado pela Escola de Engenharia de Pernambuco.

## Biografia
Nascido no município de Timbaúba, na Zona da Mata Norte do estado e filho de um vendedor de secos e molhados, Antônio Queiroz Galvão se transferiu com a família para a capital pernambucana ainda menino. Aqui ele concluiu seus estudos e em 1946 formou-se em engenharia civil pela Escola de Engenharia de Pernambuco. Sete anos mais tarde e com a experiência adquirida como diretor de Obras da Prefeitura do Recife, fundou com o irmão Mário a pequena construtora Queiroz & Galvão Ltda. Mais tarde integraram-se aos negócios os irmãos mais novos Dário e João. Entre as primeiras obras realizadas pela empresa estão o sistema de abastecimento de água de Limoeiro, as vias de ligação rodoviária entre as cidades do Cabo de Santo Agostinho e Escada e a pavimentação da BR 101.[carece de fontes?]
Morreu na madrugada do dia 19 de janeiro de 2020, no Real Hospital Português, após sofrer um acidente vascular cerebral (AVC), aos 96 anos de idade.
Seu corpo foi enterrado no Cemitério Morada da Paz, em Paulista, no Grande Recife.